# Березовиця (Мінська область)
Березовиця (біл. вёска Берёзовица) — село в складі Смолевицького району Мінської області, Білорусь. Село підпорядковане Жодинській сільській раді, розташоване в центральній частині області.